# تراتزو
تراتزو (به ایتالیایی: Terrazzo) یک کومونه در ایتالیا است که در استان ورونا واقع شده‌است.

## خصوصیات
تراتزو ۲۰٫۵۳ کیلومترمربع مساحت و ۲٬۳۲۸ نفر جمعیت دارد و ۱۲ متر بالاتر از سطح دریا واقع شده‌است.